# Café society

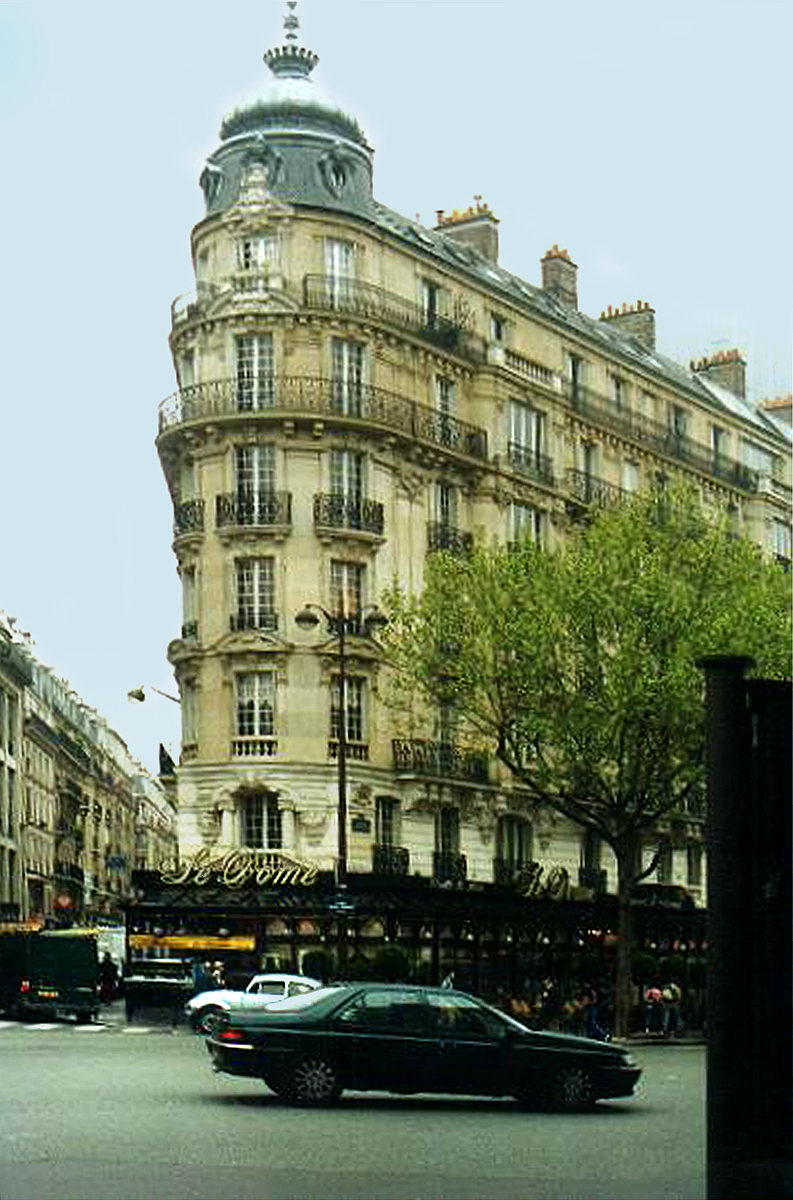
Le Dôme Café, en París.

El término café society se empleaba para describir de manera colectiva a la llamada «Beautiful People» (en español: «Gente bonita») o «Bright Young People» («Gente joven luminosa»), que se reunía en los cafés y restaurantes de moda de Nueva York, París, Londres, Viena o Estambul, a partir de finales del siglo XIX. Lucius Beebe, destacado escritor, periodista y gourmet, además de entusiasta de los ferrocarriles, es reconocido como el creador del término, sobre el que se centraba la reseña semanal de su columna This New York, para el New York Herald Tribune durante los años 1920 y 1930. 
Aunque los miembros de la café society no eran necesariamente parte del establishment o de otros grupos de la clase dirigente, eran personas que asistían a las cenas privadas y bailes de los demás, tomaban vacaciones en lugares exóticos o en elegantes resorts, y cuyos hijos acostumbraban a casarse con los hijos de otros miembros del grupo. En los Estados Unidos, el término salió a la luz con el fin de la Prohibición en diciembre de 1933 y el surgimiento del periodismo fotográfico, para describir al conjunto de personas que gustaban del entretenimiento semipúblico en restaurantes y clubes nocturnos, entre los que se incluían estrellas de cine y deportistas famosos. Entre los clubes nocturnos y restaurantes neoyorquinos más frecuentados por los miembros de este grupo estaban: El Morocco, el Stork Club, y el 21 Club.
A finales de 1950, el término jet set comenzó a tomar el lugar de café society, pero este último todavía se usa de manera informal en algunos países para describir a las personas que son habituales de los cafés y prefieren dar fiestas en restaurantes y no en casa.